# Уайдман, Джамиля
Джамиля Энн Уайдман (англ. Jamila Ann Wideman; родилась 16 октября 1975 года в Ларами, штат Вайоминг, США) — американская профессиональная баскетболистка, выступавшая в женской национальной баскетбольной ассоциации. Она была выбрана на драфте ВНБА 1997 года в первом раунде под третьим номером клубом «Лос-Анджелес Спаркс». Играла на позиции разыгрывающего защитника.

## Ранние годы
Джамиля родилась 16 октября 1975 года в городе Ларами (шт. Вайоминг) в семье известного писателя Джона Эдгара Уайдмана и Джудит Энн Гольдман, у неё есть два старших брата, Дэниел и Джейкоб. В 1986 году её семья переехала в город Амхерст (штат Массачусетс), где её отец получил должность преподавателя Массачусетского университета, там она училась в Региональной средней школе, в которой выступала за местную баскетбольную команду.